# طوبين جرابي
الطُّوبِين الجِرَابِيّ (الاسم العلمي: Notoryctes) هو جنس من ثدييات يتبع فصيلة الطوبينيات الجرابية. وهو ثدييات صحاري أستراليا الغربية النادرة وغير المدروسة بشكل جيد.

## أنواع الطوبين الجرابي
- طوبين جرابي جنوبي
- طوبين جرابي شمالي